# Закамське срібло
Закамське срібло — за повідомленнями російських літописців, срібло, що привозили з підвладного Великому Новгороду Прикам'я в XIII—XV століттях. Нині на Уралі срібло не видобувають, і деякі дослідники вважають, що і в Середні віки срібла місцевого походження там не було, а срібло, яким новгородці платили Москві і Югра платила новгородцям потрапляло до них від торгівлі хутром. Справді, у пізньому Середньовіччі і в Новий час європейську торгівлю хутром практично повністю контролювали російські купці. На Уралі археологи виявили численні скарби східної срібного посуду, виготовленого в середньовічному Ірані й Візантії, які зазвичай пов'язують з Закамським сріблом. До Прикам'я це срібло потрапляло за посередництва Волзької Булгарії, яка обмінювала його на хутро.

## Середньовічні джерела
Відомості про Закамське срібло та інші багатства країни, яку колись росіяни звали Перм'ю Великою, неодноразово зустрічаються в різних середньовічних документах. Скандинавські вікінги залишили численні згадки про казково багату країну Біармію, жителі якої, біарми, говорили мовою, схожою на фінську і поклонялися богу Юмалі, якому підносили в дар дорогоцінні метали. На це вказували і арабські і візантійські автори. Історики XIX ст. зазвичай ототожнювали Біармію з Перм'ю Великою, але на початку ХХІ ст. більшість авторів схиляється до версії про її розташування в басейні Північної Двіни. Останнє плавання вікінгів у Біармію відбулося 1222 року, і картографи XVI ст. поміщали цю країну на Кольському півострові, де ніяких казкових багатств заздалегідь не могло бути. Тому питання про географічне положення Біармії та її багатства залишається неясним.
Найбільш достовірні відомості про Закамське срібло підсумував Микола Карамзін в «Історії держави Російської». Він вказує, що Іван I Калита домагався від новгородців виплат частини срібла, що видобуте за річкою Камою в Уральських горах, на користь хана Золотої Орди. Справді, новгородський літописець повідомляв, що в 1332 році «…великыи князь Иванъ приде изъ Орды и възверже гнЂвъ на Новъгородъ, прося у нихъ серебра закамьского». Новгородці неодноразово відмовляли Калиті, через що він 1333 року зайняв Торжок, а в 1337 році рушив московські полки в приналежну Новгороду Двінську область, але, зазнавши численних втрат, відступив. Прагнучи миру, новгородці все-таки платили як звичайну ханську данину, так і контрибуції згідно з мирними договорами. Калита став першим московським князем, що не лише витрачав срібло й золото на подарунки в Орді, а й купував на нього землі в чужих князівствах, у тому числі з містами Углич, Білозерськ і Галич, та все ж залишив спадкоємцям багату скарбницю. За його заповітом не лише дітям, а й священикам московським дістались вироби зі срібла.
Невідомо яким чином князь Іван дізнався про Закамське срібло, хоча щоб вести війни з Новгородом силами його ще невеликого князівства мав бути дуже серйозний привід. Можна лише припустити, що інформацією про доходи Великого Новгорода з ним поділився старший брат, великий князь Юрій Данилович, який загинув у Орді в 1325 р. Перед цим він командував новгородськими і псковськими військами у війнах проти Швеції та німецьких лицарів, а потім — проти Великого Устюга, що стояв між новгородцями і Югрою, і від берегів Північної Двіни вирушив у Орду окільним шляхом по річці Камі через область Пермську, тобто особисто відвідавши три старовинні області новгородського Північного Сходу: Двінську (нинішню Архангельську), Пермь Вичегодську (тепер республіка Комі) і Пермь Велику (нині Пермський край).
Питання про Закамське срібло має безпосередній стосунок до нового піднесення Русі над степом і до кінця монголо-татарського ярма. Росіяни спочатку перемогли степ економічно, а вже потім військовим шляхом, і військова перевага була на їх боці, зокрема, завдяки закупівлям у Європі вогнепальної зброї, що з'явилась тоді. Протягом наступного століття руські князівства розбагатіли сріблом настільки, що скасували обіг старовинних грошових знаків, кун, які являли собою клапті шкіри з текстом, аналог сучасних паперових грошей. У Росії XV ст. в обігу була тільки срібна монета, і кожне село, що складалось із 2-3 дворів, платило податків щорічно полтину сріблом. Італійський мандрівник Марко Поло повідомляв, що «… Країна ця не торгова, але вони мають багато дорогого хутра високої цінності; у них є і соболя, і горностаї, і білки, і ерколіни, і безліч славних лисиць, найкращих у світі. Багато у них срібних руд; добувають вони багато срібла». Карамзін, посилаючись на це повідомлення, висловлює сумнів у його істинності і знову згадує, що тоді в російських землях не було іншого срібла, крім Закамського, про яке до того ж у XV ст. вже немає ніяких згадок в збережених документах. Попри це, кількість срібла, яке новгородці виплачували, щоб відкупитись від завойовників, вражає: тільки литовський князь Вітовт одного разу отримав від них 60 пудів (близько тонни), «що до відкриття Америки було дуже багато». Новгородське Заволоччя, до якого належала Двінська земля разом з пермською, була особливо багатою і давала доходів істотно більше, ніж сам Новгород з усією його західноєвропейської торгівлею. Дмитру Донському за Новгород платили окупу 3000 р., а за Заволоччя — 5000 р.
У 1397—1398 рр.. Москва знову вела війну з Новгородом за Двінську область, і знову новгородці зуміли відстояти свої землі, хоча вже не без зусиль: двінці зрадили і здалися московським полкам без бою. Лише через рік новгородська рать вибила москвичів, стратила зрадників і обклала контрибуцією московських купців. Нарешті, через рік після війни 1471 року, коли переможений Новгород вже не міг захищати залежні від нього території, Перм Велика була приєднана до Московії, а сама Новгородська республіка з рештою своїх володінь була незалежною ще лише кілька років. Чи то під час війни, чи то ще перед приєднанням до Московської держави, срібні родовища в Прикам'ї, якщо вони коли-небудь існували, були загублені. У пошуках срібла уряд Івана III відсилав на схід одну експедицію за іншою. У 1491 році срібну руду знайшли на річці Цильма в басейні Печори, але вона виявилася занадто бідною, і розробку незабаром припинили.

## Новий час
Щонайменше, з XVIII ст. на території Пермської губернії існували сотні копалень, де добували тонни золота і платини, але платина, якщо її й знаходили в допетровську епоху, в Середні віки не вважалася дорогоцінним металом. Крім того, золоті копальні розташовані не на західних, а на східних схилах Уральських гір, які в середні вікі були заселені ворогами Пермі Великої, вогулами (мансі). Чому перм'яки так завзято воювали з вогулами, теж невідомо. Володіння копальнями на прикордонній території може бути причиною чвар лише гіпотетично.
Після приєднання Великого князівства Пермського до Московської держави Перм втратила славу країни казкових багатств, але на Уралі з'явилися люди, які раптом казково розбагатіли.
Традиція військового протистояння з племенами мансі та їх заступниками, сибірськими ханами, від перм'яків перейшла до росіян, зокрема, до сімейства Строганових. Аніка Строганов, якого одні джерела називають нащадком новгородського купця, а інші — татарського мурзи, володів солеварнями в Пермі Вичегодській. Він і його діти раптово розбагатіли, коли отримали від Івана Грозного дозвіл на будівництво солеварень в Пермі Великої з особливою умовою «не робити руд, і якщо знайдуть де срібну або мідну, або олов'яну, то негайно сповіщати про те скарбників Государевих». Солеварні Строганових були розташовані далеко на захід від Уралу в районі Солі Камської. Проте, з невідомих причин Строганови намагалися закріпитися й за Уралом, на територіях мансі та Сибірського ханства, хоча родовищ солі там немає. Втягнувшись з війну з ханом Кучумом, Строганови змушені були найняти ціле військо козаків під проводом отамана Єрмака. В результаті походу Єрмака Сибірське ханство було розгромлене і приєднане до Росії. Відомостей про розробки Строгановими срібних копалень немає, хоча їх інтерес до руд добре відомий. Навіть на далеку Цильму вони посилали власну експедицію. Відомо також, що цар дозволив їм для проби добувати залізну руду і завести в містечку Орел ливарний двір, щоб лити гармати. Строганова не були ні першими, ні останніми солепромисловцями в Пермському краї, але ніхто з інших не може зрівнятися з ними за багатством і масштабами політичного впливу, джерелом якого було те саме колосальне багатство, яке невідомо звідки взялося.
На початку XVIII ст. Петро Перший віддав Демидовим дві волості Верхотурського повіту Пермської губернії, в якому розташовані поклади платини і золота. Демидови в результаті казково розбагатіли, і не лише завдяки розробкам покладів мідної та залізної руди, але й шляхом таємного видобутку дорогоцінних металів. Вони навіть нібито карбували монети в підвалах знаменитої Нев'янської вежі, але затопили їх разом з робітниками, коли виникла небезпека викриття. Коли ж про їх таємницю нарешті дізнались, Акинфій Демидов заявив, що срібло видобував не на Уралі, а на Алтаї, тому до уральських срібних рудників Демидови також можуть жодного стосунку не мати.
Численні рудопрояви срібла на Середньому і Південному Уралі знаходили від XVI ст. дотепер, але видобуток з них срібла був економічно невигідний. Перспективними вважають лише руди Полярного Уралу. Урал і на початку ХХІ ст. залишається регіоном порівняно малозаселеним, особливо Північний, де розташовані стародавня столиця Пермі Великої місто Чердинь і старовинні золоті копальні. Не виключено, що срібні копальні там теж були, і не лише на Цильмі, але вони втрачені в глибині століть, або їхню таємницю зберігають люди, які, подібно до Строганових і Демидових, в цьому можуть бути зацікавлені.